# Barbara Falender
Barbara Falender (ur. 23 stycznia 1947 we Wrocławiu) – polska rzeźbiarka, rysowniczka i fotografik.

## Życiorys
Urodziła się we Wrocławiu 23 stycznia 1947 roku. W latach 1966–1972 studiowała na Wydziale Rzeźby w Akademii Sztuk Pięknych w Warszawie w pracowni Jerzego Jarnuszkiewicza, u którego obroniła pracę dyplomową w postaci grupy rzeźbiarskiej pt. Portret wybranej zbiorowości. Ludzie z Krakowskiego Przedmieścia. Pracę teoretyczną poświęciła twórczości Jeana-Roberta Ipoustéguego. Dyplom z wyróżnieniem uzyskała w 1972 roku.
Pracuje i mieszka w Warszawie. 
W 2007 roku otrzymała Srebrny Medal „Zasłużony Kulturze Gloria Artis”. 

## Stypendia i nagrody

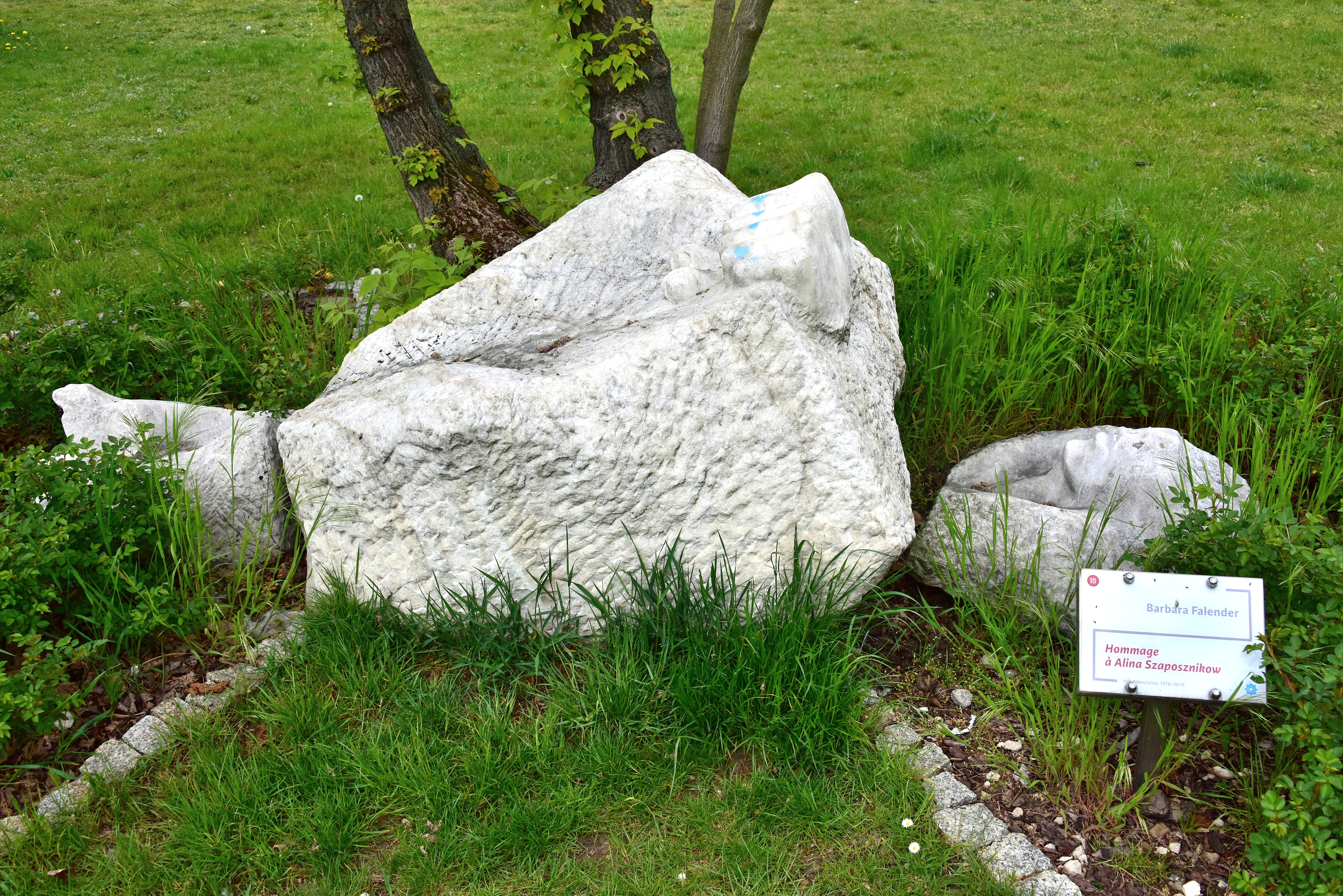
Rzeźba Barbary Falender pt. Hommage à Alina Szapocznikow w Warszawie

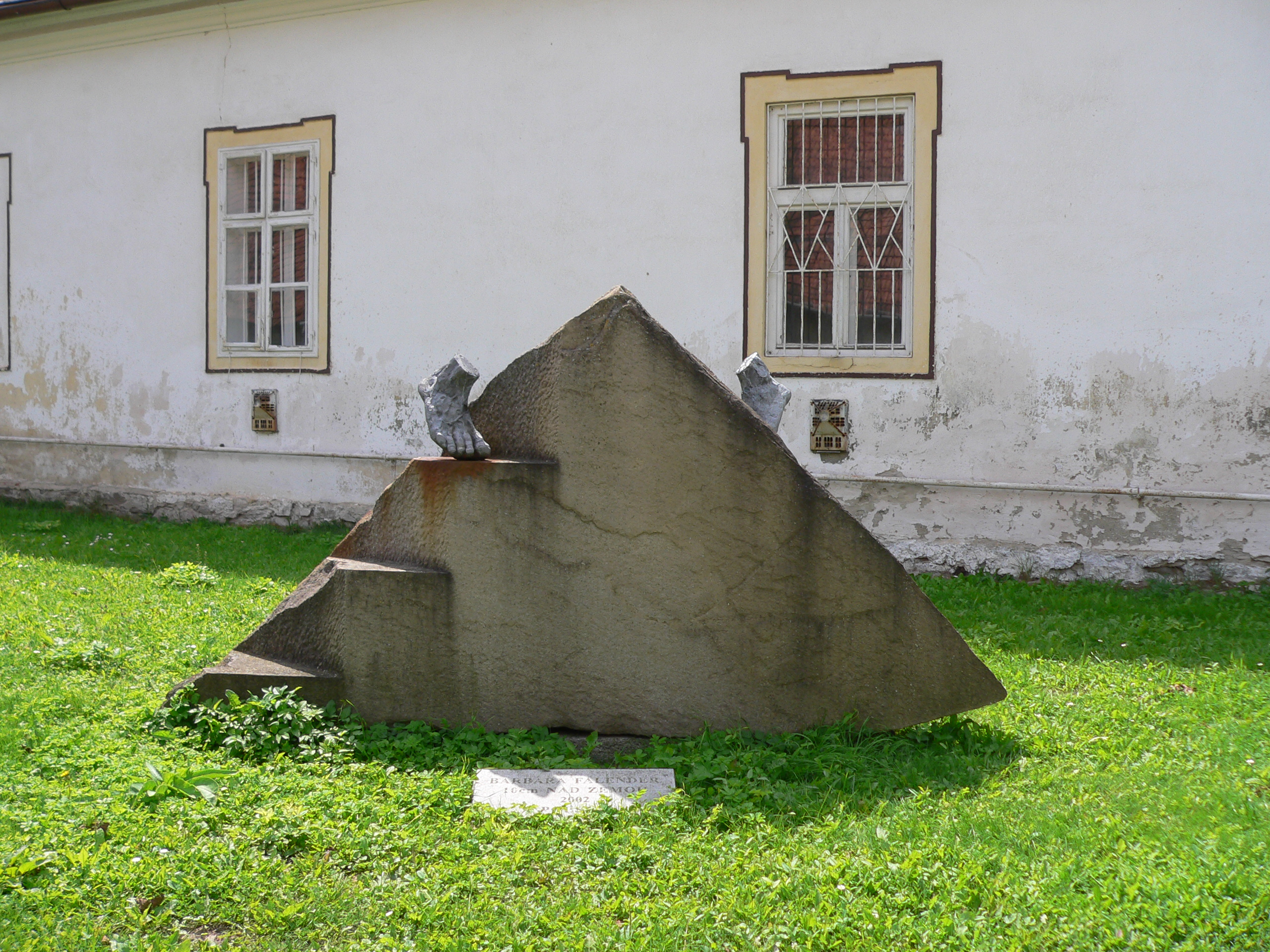
Rzeźba Barbary Falender pt. 10 cm nad ziemią w Wielkim Szaryszu na Słowacji

- 1976 Stypendium Rządu Włoskiego z Laboratorio dei marmi Carlo Nicoli w Carrarze
- 1976 Stypendium w Laboratorio Georgio Angeli w Seravezza.
- 1976 Medal za rzeźbę Inicjacja podczas Warsztatów Twórczych w CRP w Orońsku
- 1981 Pierwsza nagroda za rzeźbę Noc podczas salonu Zimowego w Radomiu
- 1985 Nagroda za rzeźbę Schodzący na III Simposio Internationale di Scultura su Pietra w Fanano we Włoszech
- 1993 Grant Ministra Kultury i Sztuki na realizację rzeźby Sarkofag w Orońsku
- 1994 Stypendium Rządu Francuskiego w Atelier J.M.V. Fine w Moustiers-Saint-Marie
- 1996 Stypendium Rządu Francuskiego w Manufacture Nationale de Sèvres
- 1998 Stypendium The Kościuszko Foundation w Nowym Jorku, USA
- 2005 Stypendium twórcze Ministerstwa Kultury RP na realizację rzeźby Rok 2001
- 2007 Stypendium CRP w Orońsku na realizację rzeźby Izyda
- 2008 Nagroda im. Kamila Cypriana Norwida za wystawę monograficzną w CRP Orońsko
- 2020 Nagroda 100-lecia ZAiKS-u[5]

## Twórczość
Barbara Falender uprawia rzeźbę, rysunek i fotografię. Tworzy rzeźby w kamieniu (np. w marmurze) i brązie, łączy ze sobą różne materiały, np. odlewy stalowe z marmurem, w swoich pracach wykorzystywała także epoksyd. Od lat 80. XX wieku tworzy również dzieła z porcelany. Na jej twórczość wpłynęły m.in. spuścizna artystyczna Aliny Szapocznikow czy Ipoustéguya.

### Wybrane wystawy indywidualne (do 2019)
- 1974 Pokaz pracy artystyczno-badawczej On, ona, poduszki erotyczne, Wydział Wzornictwa, ASP, Warszawa
- 1975 Falender. Rzeźby, rysunki, fotogramy, Athenaeum Gallery, Kopenhaga, Dania
- 1981 Ogród Poznania, Galeria MDM, Warszawa
- 1990 Falender. Sculpture, pensee en dessins, Instytut Polski, Paryż, Francja
- 1994 Rzeźby i rysunki Barbary Falender, Galeria Art. & Design, Warszawa
- 1995 Rysunki, Poduszki erotyczne (brąz) oraz prace z cyklu Strefy (porcelana), pokaz w domu Romany i Jensa Tylman, Frankfurt, Niemcy
- 1995 Barbara Falender. Rzeźba, Galeria Kordegarda, Warszawa
- 1997 Barbara Falender, Galeria Zamek w Reszlu, Oddział Muzeum Warmii i Mazur, Olsztyn
- 1998 Barbara Falender. Sculpture and Drawings, The Kościuszko Foundation, Nowy Jork, USA
- 2000 Kolumny, Galeria Autorska Aleksandry Laski Świątynia Diany, Łazienki Królewskie, Warszawa
- 2000 Barbara Falender. Brązy, Ermitaż, Łazienki Królewskie, Warszawa
- 2004 Rysunki – New York '98, Biblioteka Uniwersytetu Warszawskiego
- 2006 Barbara Falender, Galeria Zamek w Reszlu, Oddział Muzeum Warmii i Mazur, Olsztyn
- 2007 Barbara Falender, Rzeźba (wystawa monograficzna) Centrum Rzeźby Polskiej w Orońsku
- 2019 Bozetta, Strug; Galeria Zespołu Szkół Plastycznych im. A. Kenara w Zakopanem[7]

### Wybrane wystawy zbiorowe (do 2007)
- 1978 Polsk skulptur, Charlottenberg, Kopenhaga, Dania
- 1981 W stronę symbolu. Wystawa rzeźby kameralnej, Galeria Rzeźby, Warszawa
- 1991 Magowie i Mistycy, Centrum Sztuki Współczesnej, Warszawa
- 1994 Ars Erotica, Muzeum Narodowe, Warszawa
- 1995 Intergrart. Rzeźba – malarstwo – instalacja, Freie Akademie, Kassel
- 1996 To lubię, Wystawa autorska Andrzeja Wajdy, Pałac Sztuki, Kraków
- 1998 Figura w rzeźbie Polskiej IXI i XX wieku, BWA, Słupsk, Królikarnia
- 1998 Figura w rzeźbie Polskiej IXI i XX wieku, Muzeum Rzeźby Współczesnej, CRP, Orońsko
- 1999 Figura w rzeźbie Polskiej IXI i XX wieku, Zachęta Narodowa Galeria Sztuki, Warszawa
- 1999 Figura w rzeźbie Polskiej IXI i XX wieku, Królikarnia, Warszawa
- 2000 Rzeźba postaci – postacie rzeźby, Muzeum Rzeźby Współczesnej, CRP, Orońsko
- 2004 Powinność i bunt, Akademia Sztuk Pięknych w Warszawie 1944-2004, Zachęta Narodowa Galeria Sztuki, Warszawa
- 2005 Azymut rzeźby. Centrum Rzeźby Polskiej w Orońsku
- 2006 Polska Rzeźba Współczesna z kolekcji Centrum Rzeźby Polskiej w Orońsku, Galeria Sztuki Współczesnej, BWA, Sandomierz
- 2007 Wystawa sztuki współczesnej z kolekcji Grażyny Kulczyk, Stary Browar, Poznań